# تسلا (فیلم ۲۰۲۰)
تسلا (به انگلیسی: Tesla) فیلمی درام و زندگینامه‌ای محصول سال ۲۰۲۰ ایالات متحده آمریکا به کارگردانی مایکل المیریدا است. این فیلم نگاهی به زندگی مخترع معروف نیکولا تسلا و روابط او با توماس ادیسون و انی دختر جی پی مورگان و همچنین موفقیت‌های او در زمینه انتقال انرژی برق می‌اندازد.